# 云登佩伦莱·巴斯呼
云登佩伦莱·巴斯呼（1993年10月1日—），蒙古男子柔道运动员，2021年世界柔道锦标赛男子66公斤级铜牌得主、2023年世界柔道锦标赛男子66公斤级铜牌得主、2022年亚洲运动会男子66公斤级银牌得主和混合团体铜牌得主。